# Kari Härkönen
Kari Tapio Härkönen (né le 16 juillet 1959 à Ristijärvi) est un ancien fondeur finlandais.

## Palmarès

### Jeux Olympiques
| Épreuve / Édition | Lake Placid 1980 | Sarajevo 1984 |
| 15 km             | 19e              | 13e           |

### Championnats du monde
| Épreuve / Édition | Oslo 1982 | Seefeld 1985 |
| 15 km             |           | Or           |
| 30 km             | 12e       | 5e           |
| 50 km             |           | 4e           |
| 4 × 10 km         | Bronze    |              |

### Coupe du monde
- Meilleur classement final: 7e en 1985.
- 1 victoire.